# Shrek Smash n' Crash Racing
Shrek Smash n' Crash Racing è un videogioco simulatore di guida pubblicato nel novembre 2006 dalla Activision e basato sulla serie di film d'animazione Shrek.
Il giocatore ha la possibilità di scegliere uno fra tredici personaggi della serie e gareggiare con gli altri, utilizzando abilità nella guida e nel combattimento per vincere. Il gioco è stato reso disponibile per Game Boy Advance, Nintendo DS, Nintendo GameCube, PlayStation 2 e PlayStation Portable.
Oltre alla modalità corsa è presente anche una modalità battaglia a due giocatori, dove il primo che colpisce 10 volte l'avversario con oggetti speciali si aggiudica la partita.
Si tratta dell'unico videogioco relativo a Shrek in cui gli attori Mike Myers ed Eddie Murphy hanno doppiato i personaggi a cui prestavano la voce nei film della serie, ovvero, rispettivamente, Shrek e Ciuchino.

## Personaggi
Nel gioco sono presenti tredici personaggi fra cui il giocatore può scegliere. Fra questi, otto di loro (Il gatto con gli stivali, il principe Azzurro, Humpty Dumpty, Cappuccetto rosso, Pinocchio, I tre porcellini, Riccioli d'oro e Thelonious) non sono disponibili all'inizio del gioco, ma soltanto in seguito alla vittoria di alcune partite. Da notare che Humpty Dumpty e Riccioli d'oro fino a quel momento non erano mai comparsi in alcun film della serie, ma appariranno in seguito rispettivamente in Il gatto con gli stivali e Il gatto con gli stivali 2 - L'ultimo desiderio.
1. Shrek (con la bestia delle paludi)
2. Ciuchino (con la femmina drago rimpicciolita)
3. Principessa Fiona (con la carrozza volante)
4. Zenzy (con un cavallo torta)
5. Gatto con gli stivali (con un toro)
6. Principe Azzurro (con il suo cavallo)
7. Humpty Dumpty (con una gallina)
8. Cappuccetto rosso (con il lupo)
9. Pinocchio (con un cavallo di legno)
10. I tre porcellini (con un tappeto volante)
11. Riccioli d'oro (con l'orso)
12. Thelonious (con un cavallo nero)